# Nakamura Hirohito
Hirohito Nakamura (sinh ngày 9 tháng 5 năm 1974) là một cầu thủ bóng đá người Nhật Bản.

## Sự nghiệp câu lạc bộ
Hirohito Nakamura đã từng chơi cho Gamba Osaka, Honda và Mito HollyHock.